# Carole Simard-Laflamme
 (mai 2009).
Pour les articles homonymes, voir Simard et Laflamme.
Carole Simard-Laflamme, née en 1945 à Baie Saint-Paul, est une artiste plasticienne canadienne.

## Biographie
Carole Simard-Laflamme est originaire de Baie St-Paul (Québec). Après une formation en arts et architecture, elle a poursuivi des études en muséologie à l’Université de Montréal. En 1989, elle a représenté le Canada lors de l’International Textile Competitions, à Kyoto. Depuis lors, l’artiste a réalisé plus de 60 expositions personnelles dont plus d’une vingtaine dans les musées canadiens et européens – le Musée de Charlevoix, le Musée des arts et traditions populaires de Trois-Rivières, le Musée de Madawaska du Nouveau-Brunswick, le Musée d’art contemporain de Baie-Saint-Paul, le Musée de la tapisserie de Tournai, le Musée de l’Ardenne-Charleville-Mézières, le Musée Jean-Lurçat et de la tapisserie contemporaine d’Angers, le Musée des beaux-arts de Chartres, le Musée André Diligent (la Piscine) de Roubaix, le Musée des tissus de Lyon, le Museo del Traje de Madrid, le Museu de Terrassa de Barcelone – et également à la Chapelle de la Salpetrière de Paris. Elle a aussi participé à près de 80 expositions collectives au Canada et à l’étranger. L’artiste a de plus produit une trentaine de projets grands formats intégrés à l’architecture. Ses œuvres font partie de nombreuses collections au Québec et en Europe. Elle a été plusieurs fois boursière du Conseil des Arts et des Lettres du Québec et du Conseil des Arts du Canada. Au printemps 2010, elle a présenté deux œuvres monumentales, La robe des nations et La robe cathédrale, à l’église St-Eustache, à Paris, dans le cadre du Festival mondial de la diversité culturelle de l’UNESCO. Récemment, elle était l’artiste invitée des musées Gadagne de Lyon qui lui donnaient carte blanche. 
- La nature des choses et les liens qui les unissent constituent les champs de réflexion privilégiés de Carole Simard-Laflamme[3]. Nature et structure sont au cœur de son œuvre décloisonnée, pluridisciplinaire où la fibre textile s’impose comme média par excellence. Exploitée sous toutes ses formes et de manière souvent étonnante, la fibre est assemblée en des créations qui explorent la condition humaine et son enracinement culturel. Perception, intuition, identité, émotion, mémoire et poésie sont les moteurs du processus créatif de l’artiste. Transcendant la nature éphémère et délicate du médium, celle-ci met en scène des installations architecturales qui intègrent souvent des éléments sonores afin de créer des environnements qui donnent à vivre des expériences esthétiques et émotives intenses.

## Démarche artistique
Pour Simard-Laflamme, toute la vision du monde passe par une perception analogique. À l'instar des œuvres qu'elle compose, tous les aspects de l'humanité et de l'univers sont pour elle inextricablement tissés ou tressés. Ses recherches sur les techniques textiles l'ont menée entre autres vers une réflexion sur la relation de l'homme avec son environnement ainsi que vers un désir de décloisonner les disciplines. Elle associe, par exemple, la nature et le textile, le vêtement et l'architecture et la fibre au sonore. Ses œuvres explorent les rapports enchevêtrés qui lient tissus, perception, intuition, identité, émotion, mémoire et poésie. Elles montrent la force de la présence textile dans l’art actuel comme élément d’appartenance, de fierté et d’engagement.

## Musées et collections publiques
- Longue durée VI - Hommage à Rita Letendre, 1975, Musée des métiers d'art du Québec (MUMAQ)
- Mes tissures, 1975, Musée des métiers d'art du Québec (MUMAQ)
- Contre à Côte, 1976, Musée de Charlevoix
- Rue Saint-Denis, in situ, 1979, Galerie de l'UQAM
- Le Chemin de ma mémoire ou La Table des techniques, 1981, Musée des métiers d'art du Québec (MUMAQ)
- Trapèze, 1982, Collection d'œuvres d'art, Université de Montréal[4]
- Cotrillages (ou Coteillages ?), 1985, Collection d'œuvres d'art, Université de Montréal
- Arbre de famille, 1989, Musée des beaux-arts de Montréal
- Chapeau de ma mère, 2001, Musée de la mode
- Mel-anges II, Musée Pierre-Boucher